# 3:10 Vlak do Yumy
3:10 Vlak do Yumy (v anglickém originále 3:10 to Yuma) je americký westernový film z roku 2007. Režisérem filmu je James Mangold. Hlavní role ve filmu ztvárnili Russell Crowe, Christian Bale, Logan Lerman, Ben Foster a Peter Fonda.

## Obsazení
| Russell Crowe  | Ben Wade            |
| Christian Bale | Dan Evans           |
| Logan Lerman   | William Evans       |
| Ben Foster     | Charlie Prince      |
| Peter Fonda    | Byron McElroy       |
| Dallas Roberts | Grayson Butterfield |
| Alan Tudyk     | Potter              |
| Lennie Loftin  | Glen Hollander      |
| Gretchen Mol   | Alice Evans         |
| Vinessa Shaw   | Emmy                |
| Kevin Durand   | Tucker              |
| Luke Wilson    | Zeke                |

## Ocenění
Film byl nominován na dva Oscary, a to v kategoriích nejlepší hudba a nejlepší zvuk. Hlavní osazenstvo filmu bylo nominováno na SAG Award v kategorii nejlepší filmové obsazení.[zdroj⁠?!]